# Vidikovac Kiosk
Vidikovac Kiosk se nalazi u parku Maksimir  u Zagrebu.

## Povijest
Vidikovac Kiosk u parku Maksimir izgrađen je u razdoblju od 1841. do 1843. godine, prema projektu Franza Schüchta. Vidikovac je Javna ustanova "Maksimir" obnovila 2002. godine.

## Opis
Najistaknutiji je objekt u parku, središte iz kojeg se račvaju putevi, oko kojeg su okupljeni glavni dijelovi parka. To je stereometrijski dvokatni korpus visine 17 metara, kvadratičnog tlocrta u prizemlju okružen trijemom iznad kojeg je terasa. Drugi kat opet završava terasom i tornjićem postavljenim uz rub sjeveroistočnog pročelja. Sva su pročelja jednaka. Na kutovima trijema su snažni kvadratični piloni raščlanjeni plitkim pilastrima i po dva središnja pilona s obje strane stepenica. Kutni su zidani, a središnji drveni. Na otvorima variraju polukružni završeci i lunete odijeljene vijencem od otvora. Terase su ograđene rešetkastom ogradom od kovana željeza. Tornjić na trećem katu završava trokutastim zabatom. Piloni, pilastiri, polukružno završeni otvori, trokutasti zabat, karakteristični su paladijevski motivi, a bečka ih arhitektura varira u instrumentaciji pročelja kubično zasnovanog korpusa zgrade.

## Zaštita
Vidikovac Kiosk je zaštićeno kulturno dobro.

## Vanjske poveznice
|  | Zajednički poslužitelj ima još gradiva o temi Vidikovac Kiosk |